# Liste der Kirchengebäude im Dekanat Dresden
Die Liste der Kirchengebäude im Dekanat Dresden enthält römisch-katholische Kirchen des Dekanats in der Stadt Dresden und im Landkreis Sächsische Schweiz-Osterzgebirge im Bistum Dresden-Meißen.

## Geschichte
Der letzte Bischof des Altbistums Meißen, Johann IX. von Haugwitz, ernannte 1559 Johann Leisentrit zum Diözesanadministrator für die verbliebenen katholischen Gebiete in der Lausitz. Damit war das alte Bistum Meißen in Sachsen (Mark Meißen) untergegangen. Die Reste des ehemaligen Diözesangebiets wurden zur Apostolischen Präfektur der Lausitzen mit Sitz in Bautzen ernannt.
Im Jahr 1921 wurde das neue Bistum Meißen mit Sitz in Bautzen gegründet, 1979/80 erfolgte die Umbenennung in Bistum Dresden-Meißen und die Verlegung des Bischofssitzes nach Dresden.

## Liste der Kirchengebäude
Die Liste enthält die römisch-katholischen Pfarrkirchen im Dekanat Dresden und die jeweils zugeordneten Filialkirchen bzw. Kapellen. Die Zahl der Katholiken im Dekanat beträgt 35187 (Stand 2016).

Erläuterungen zum Status: B = Bischofskirche (Kathedrale), P = Pfarrkirche, F = Filialkirche, K = Kapelle
| Bild | Kirche | Ort/Lage                     | Status | Anmerkungen |
| ---- | --- | ---------------------------- | ------ | --- |
|      | Kathedrale Ss. Trinitatis (Dompfarrei der Kathedrale)                                                        | Dresden (Lage)               | B      | erbaut 1739–1755 von Gaetano Chiaveri als Katholische Hofkirche; dazu Bischöfliche Hauskapelle sowie die Kapellen St. Benno und St. Michael |
|      | St. Konrad von Parzham                                                                                       | Dippoldiswalde (Lage)        | P      | erbaut 1957–1959 von Egon Körner (1908–1986) Orgel in Organindex |
|      | St. Joachim (jetzt Filialkirche von St. Konrad von Parzham Dippoldiswalde)                                   | Freital (Lage)               | F      | geweiht 18. August 1895 Orgel, Organindex |
|      | St. Christophorus (jetzt Filialkirche von St. Konrad von Parzham Dippoldiswalde)                             | Glashütte (Lage)             | F      | geweiht 31. Oktober 1954, aufgehoben/profaniert 6. November 2017 |
|      | Maria Regina (jetzt Filialkirche von St. Konrad von Parzham Dippoldiswalde)                                  | Schmiedeberg (Lage)          | K      | geweiht 16. Mai 1955 |
|      | Maria im Gebirge (jetzt Filialkirche von St. Konrad von Parzham Dippoldiswalde)                              | Kipsdorf (Lage)              | F      | geweiht 10. Juli 1925 |
|      | Hl. Klaus von Flüe (jetzt Filialkirche von St. Konrad von Parzham Dippoldiswalde)                            | Zinnwald (Lage)              | F      | geweiht 23. August 2009 |
|      | St. Marien                                                                                                   | Dresden-Cotta (Lage)         | P      | geweiht 26. November 1906 Orgel in Organindex |
|      | Herz Jesu | Dresden-Johannstadt (Lage)   | P      | erbaut 1905 von August Menken, geweiht 26. November 1905 Orgel in Organindex |
|      | Kapelle Mariä Heimsuchung (Kapelle der Ukrainischen griechisch-katholischen Kirche)                          | Dresden-Johannstadt (Lage)   | K      | |
|      | Kapelle im St. Joseph-Stift (Kapelle zu Herz Jesu Dresden-Johannstadt)                                       | Dresden-Johannstadt (Lage)   | K      | 2003 |
|      | Sankt Antonius (Pfarrei Hl. Geist)                                                                           | Dresden-Löbtau (Lage)        | P      | erbaut 1922–1923, geweiht 18. März 1923 Orgel in Organindex |
|      | St. Martin                                                                                                   | Dresden-Neustadt (Lage)      | P      | erbaut 1893–1900 von Hermann Viehweger und William Lossow, früher simultane Garnisonkirche, 1945–2017 Sitz der Pfarrei St. Franziskus Xaverius Neugründung der Pfarrei St. Martin Dresden-Nord am 11. November 2018 (aus den bisherigen Pfarreien St. Josef Dresden-Pieschen, St. Hubertus Dresden-Weißer Hirsch und St. Franziskus Xaverius Dresden-Neustadt) Orgel in Organindex |
|      | St. Josef (jetzt Filialkirche von St. Martin Dresden-Neustadt)                                               | Dresden-Pieschen (Lage)      | F      | erbaut 1909–1910, geweiht 10. Oktober 1910, Architekt Tandler Orgel |
|      | St. Hubertus (jetzt Filialkirche von St. Martin Dresden-Neustadt)                                            | Dresden-Weißer Hirsch (Lage) | P      | erbaut 1936/37 nach Plänen des Dresdner Architekten Robert Witte |
|      | Schlosskapelle St. Trinitatis im Schloss Moritzburg (Kapelle zur Pfarrei St. Martin Dresden-Neustadt)        | Moritzburg (Lage)            | K      | |
|      | Kapelle Hl. Kreuz (Kapelle zur Pfarrei St. Martin Dresden-Neustadt)                                          | Dresden-Klotzsche (Lage)     | F      | geweiht 11. Dezember 1938 |
|      | Kreuzerhöhung (jetzt Filialkirche von St. Martin Dresden-Neustadt)                                           | Radeburg (Lage)              | F      | geweiht 15. Juni 1930 |
|      | Katholische Schlosskapelle Ss. Trinitatis Dresden-Pillnitz (Kapelle zur Pfarrei St. Martin Dresden-Neustadt) | Pillnitz (Lage)              | K      | Orgel in Organindex |
|      | Kapelle Maria am Wege (Kapelle zur Pfarrei St. Martin Dresden-Neustadt)                                      | Dresden-Pillnitz (Lage)      | K      | geweiht 15. August 1877, ehem. Pfarrvikarie „St. Petrus Canisius“ Pillnitz (seit 2011 aufgelöst) |
|      | St. Paulus                                                                                                   | Dresden-Plauen (Lage)        | P      | erbaut 1924/25, erste Klostergründung in Sachsen nach der Reformation durch die Hünfelder Oblaten Neugründung der Pfarrei Selige Märtyrer vom Münchner Platz Dresden am 1. Juni 2020 (aus den bisherigen Pfarreien St. Petrus Strehlen, St. Paulus Plauen, Heilig Geist/St. Antonius Löbtau und St. Marien Cotta) Orgel in Organindex                                              |
|      | St. Petrus                                                                                                   | Dresden-Strehlen (Lage)      | P      | erbaut 1960–1962 von Egon Körner |
|      | Kapelle der Nazarethschwestern vom hl. Franziskus (Kapelle zur Pfarrei St. Petrus Dresden-Strehlen)          | Goppeln (Lage)               | K      | dazu Herz-Jesu-Kapelle Goppeln |
|      | Mariä Himmelfahrt                                                                                            | Dresden-Striesen (Lage)      | P      | dazu die Kapellen Hl. Dreifaltigkeit und St. Johannes (Ordinariatskapelle) |
|      | Hl. Familie                                                                                                  | Dresden-Zschachwitz (Lage)   | P      | geweiht 27. September 1981 |
|      | St. Kunigunde                                                                                                | Pirna (Lage)                 | P      | Kirche St. Kunigunde erbaut von Oberlandbaumeister Adolph Canzler, 1869 geweiht Neugründung der Pfarrei St. Heinrich und Kunigunde Pirna am 2. September 2018 (aus den bisherigen Pfarreien St. Maria, Mittlerin aller Gnaden Bad Schandau – Königstein, St. Georg Heidenau, St. Gertrud Neustadt – Sebnitz und St. Kunigunde Pirna) Orgel in der Orgeldatenbank Organindex        |
|      | Klosterkirche St. Heinrich (jetzt Filialkirche von St. Heinrich und Kunigunde Pirna)                         | Pirna (Lage)                 | F      | seit 1957 wieder katholisch |
|      | St. Georg (jetzt Filialkirche von St. Heinrich und Kunigunde Pirna)                                          | Heidenau (Lage)              | F      | geweiht 24. Oktober 1937 |
|      | St. Gertrud (jetzt Filialkirche von St. Heinrich und Kunigunde Pirna)                                        | Neustadt/Sa. (Lage)          | F      | erbaut 1926/27 nach Plänen des Bautzener Architekten Kucharz |
|      | Maria, Mittlerin aller Gnaden (jetzt Filialkirche von St. Heinrich und Kunigunde Pirna)                      | Bad Schandau (Lage)          | F      | geweiht 1. Juni 1927 |
|      | St. Antonius (jetzt Filialkirche von St. Heinrich und Kunigunde Pirna)                                       | Berggießhübel (Lage)         | F      | geweiht 10. Juli 1993 |
|      | Mariä Unbefleckte Empfängnis (jetzt Filialkirche von St. Heinrich und Kunigunde Pirna)                       | Königstein (Lage)            | F      | geweiht 21. April 1912 |
|      | Kreuz Erhöhung (jetzt Filialkirche von St. Heinrich und Kunigunde Pirna)                                     | Sebnitz (Lage)               | F      | geweiht 27. Juni 1892 |
|      | Kapelle St. Michael (jetzt Filialkirche von St. Heinrich und Kunigunde Pirna)                                | Stolpen (Lage)               | F      | geweiht 6. September 1953; profaniert 24. Oktober 2021 |
|      | St. Laurentius                                                                                               | Radeberg (Lage)              | P      | geweiht 12. August 1883 |
|      | St. Joseph der Werkmann (jetzt Filialkirche von St. Laurentius Radeberg)                                     | Ottendorf-Okrilla (Lage)     | F      | geweiht 10. Mai 1959 |
|      | Krankenhauskirche Arnsdorf (jetzt Filialkirche von St. Laurentius Radeberg)                                  | Arnsdorf (Lage)              | F      | erbaut 1912–1913 im Jugendstil von Hermann Otto Undeutsch und Oberbaurat Oskar Bernhard Reh |

Die Bonifatiuskapelle Geising wurde im April 2016 aufgegeben.